# Miconia sciurea
Miconia sciurea là một loài thực vật có hoa trong họ Mua. Loài này được L. Uribe mô tả khoa học đầu tiên năm 1966.